# Idiotville
Idiotville ist eine Wüstung am Oregon State Highway 6 im westlichen Tillamook County, direkt an der Countygrenze, nahe der Mündung des Idiot Creek in den Wilson River. Es sind heute keine Besiedlungsspuren mehr vorhanden. 

## Geschichte und Etymologie
In einem großen Waldgebiet kam es im Zeitraum 1933–1951 zum Tillamook Burn, einer Serie von Waldbränden, die insgesamt 1.440 km² Wald vernichteten. Ab 1949 wurde ein Wiederaufforstungsprojekt durchgeführt, dafür wurde in der Mitte des Waldgebietes der Ort angelegt. Dazu gehörte auch ein Holzfällercamp zur Beseitigung der Schäden. Weil das Camp so weit abgelegen war, sagte man, dass dort nur ein Idiot arbeiten würde. So entstand der Name Idiotville. 
1973 wurden die Arbeiten beendet. Seitdem wird das Waldgebiet als Tillamook State Forest bezeichnet.
Der Bach Idiot Creek wurde nach dem Camp benannt und 1977 zur Liste des United States Board on Geographic Names hinzugefügt.